# District de Szigetvár
Le district de Szigetvár (en hongrois : Szigetvári járás) est un des 10 districts du comitat de Baranya en Hongrie. Créé en 2013, il compte 24 993 habitants et rassemble 45 localités dont une seule ville, Szigetvár, son chef-lieu.
Cette entité existait déjà auparavant, jusqu'à la réforme territoriale de 1983 qui a supprimé les districts.

## Localités
- Almamellék
- Almáskeresztúr
- Bánfa
- Basal
- Boldogasszonyfa
- Botykapeterd
- Bürüs
- Csebény
- Csertő
- Dencsháza
- Endrőc
- Gyöngyösmellék
- Hobol
- Horváthertelend
- Ibafa
- Katádfa
- Kétújfalu
- Kisdobsza
- Kistamási
- Magyarlukafa
- Merenye
- Molvány
- Mozsgó
- Nagydobsza
- Nagypeterd
- Nagyváty
- Nemeske
- Nyugotszenterzsébet
- Patapoklosi
- Pettend
- Rózsafa
- Somogyapáti
- Somogyhárságy
- Somogyhatvan
- Somogyviszló
- Szentegát
- Szentlászló
- Szigetvár
- Szörény
- Szulimán
- Teklafalu
- Tótszentgyörgy
- Várad
- Vásárosbéc
- Zádor